# Ковальчук, Илько-Саша
Илько-Саша Ковальчук (нем. Ilko-Sascha Kowalczuk; род. 4 апреля 1967, Берлин) — немецкий историк и публицист украинского происхождения.
Вырос в ГДР, окончил строительное училище (1985), в 1986—1988 гг. работал вахтёром. Затем поступил в вечернюю школу, а в 1990—1995 гг. изучал историю в Гумбольдтовском университете. Участник Независимого исторического общества с его основания в 1990 году. В 2002 году в Потсдамском университете защитил докторскую диссертацию.
Областью профессиональной специализации Ковальчука является история государственной власти, государственных репрессий и спецслужб ГДР. На протяжении многих лет он является научным сотрудником созданного в Германии федерального агентства по расследованию преступлений Штази.